# Franz Neuens
Franz (François) Neuens (* 6. September 1912 in Gonderingen; † 24. April 1985 in Wiltz) war ein  luxemburgischer Straßenradsportler.

## Laufbahn
Franz Neuens war für die luxemburgische Olympiamannschaft Teilnehmer der Olympischen Sommerspiele 1936 in Berlin. Dort trat der 1,82 m große und 76 kg schwere Radrennfahrer im Straßenrennen an, kam aber nicht in die Medaillenränge. Nach den Spielen in Berlin begann er seine Profikarriere. 
Neuens nahm von 1937 bis 1939 drei Mal hintereinander an der Tour de France und einige Male an der Tour de Suisse teil. In beiden bedeutenden Etappenrennen erreichte er mehrfach das Ziel, aber nie in der Nähe der vorderen Ränge und erzielte jeweils 1938 mit den Rängen 37 bzw. 27 seine besten Platzierungen in der Gesamtwertung. Dabei gelangen ihm jedoch bei seiner letzten Tour de France-Teilnahme 1939 zwei Teiletappensiege sowie ein Etappensieg bei der Tour de Suisse 1938.
Einen weiteren größeren Erfolg konnte er 1938 mit dem Sieg bei der Tour du Lac Léman einfahren. 1942 und 1943 gewann er Rund um Luxemburg, das Ersatzrennen für die Luxemburg-Rundfahrt als durch NS-Deutschland eingedeutschter Staatsbürger des Deutschen Reiches. Er fuhr dort für das Radsportteam Victoria.

## Berufliches
Nach seiner sportlichen Laufbahn nahm Neuens eine Tätigkeit im staatlichen Straßenbauwesen auf.